# Jenna Leigh Green
Jennifer Leigh Green, detta Jenna (West Hills, 22 agosto 1974), è un'attrice statunitense.
È nota per la sua partecipazione alla serie Sabrina, vita da strega, per la sua recitazione in varie rappresentazioni al teatro di Broadway e nel tour del musical Wicked.

## Biografia
Nasce a West Hills, in California da una madre attrice e un padre musicista. Crebbe a Simi Valley, sempre in California, assieme alla sorella gemella Jessica e la sorella minore Rebecca in una famiglia di attori e musicisti.

## Filmografia parziale

### Cinema
- Open House, regia di Dan Mirvish (2004)
- Ancora tu! (You Again), regia di Andy Fickman (2010)
- I Am Michael, regia di Justin Kelly (2015)
- Skin, regia di Guy Nattiv (2018)

### Televisione
- La mia rivale (A Friend to Die For), regia di William A. Graham – film TV (1994)
- Sabrina, vita da strega (Sabrina, the Teenage Witch) – serie TV, 74 episodi (1996-1999)
- Agguato al Presidente (First Shot), regia di Armand Mastroianni – film TV (2002)
- Dharma & Greg – serie TV, episodio 5x17 (2002)
- E.R. - Medici in prima linea (ER) – serie TV, episodio 9x02 (2002)
- Cold Case - Delitti irrisolti (Cold Case) – serie TV, episodio 6x03 (2008)
- Ghost Whisperer - Presenze (Ghost Whisperer) – serie TV, episodio 4x16 (2009)
- Castle - serie TV, episodio 2x13 (2010)
- Bones – serie TV, episodio 6x23 (2011)
- Quantico – serie TV, episodio 2x14 (2017)
- The Loudest Voice - Sesso e potere (The Loudest Voice) – miniserie TV, 4 puntate (2019)
- Magnum P.I. – serie TV, episodio 4x14 (2022)
- NCIS: Hawai'i – serie TV  episodio 1x08 (2022)
- Blue Bloods – serie TV, episodio 12x18 (2022)

## Doppiatrici italiane
Nelle versioni in italiano delle opere in cui ha recitato, Jenna Leigh Green è stata doppiata da:
- Selvaggia Quattrini in Castle, Blue Bloods
- Myriam Catania in Sabrina, vita da strega
- Perla Liberatori in Cold Case - Delitti irrisolti
- Irene Di Valmo in Quantico
- Daniela Abbruzzese in NCIS: Hawai'i